# Доњи Лајковац
Доњи Лајковац је насеље у Србији у општини Лајковац у Колубарском округу. Према попису из 2022. било је 354 становника.

## Историја
О историји села се јако мало зна.

### У 16. веку
Први помен села је забележен у турском попису (тефтеру) за хиџретску 934. годину, тј. 1527/1528. годину по садашњем рачунању времена.

Транскрибован на модерни турски, са османске арабице, унос са 211. странице тефтера TD 144 је гласио овако:
Dolna-İvlaykoviç karye, Valyeva nahiye - Село Долњи Влајковић, Нахија Ваљево
Слово И додато је на почетак у складу са праксом вокалног турског језика да се додају самогласници тежим сугласничким групама, ради лакшег изговора. Слично је са градом Пећ у Метохији, на турском званим Ипек, или Скопљем, које је називано Ускуб. На исти начин су, у истом тефтеру, записана места Словац Исловац и Степање као Истепање.
Иако у уносу стоји ''Долња'', контекстом имена ''Влајковић'' се разуме да у роду треба да буде ''Долњи'', тј. ''Доњи'' по данашњем говору. Сва места у овом тефтеру са префиском ''Доњи'' су именована са ''Dolna'', независно од стварног граматичког рода места. На исти начин је у тефтеру уписан оближњи Доњи Мушић.

### Каснија времена
Претпоставља се да је најстарија породица овде још од краја 17. века, да ју је населио члан породице, калуђер који је остао у манастиру Боговађа. Следеће масовније досељавање у село је било у време Кочине крајине, и сматра се да је од тад село стално насељено. Крајем 19. и почетком 20. века се досељавају породице из Поморавља и Полимља. У току Првог и Другог светског рата село није озбиљније страдало, али је доста мештана погинуло на удаљеним бојиштима. Средином 20. века (од 1917. или 1922. до 1969.) кроз село је пролазила и железница узаног колосека, али на њој није било станица у селу већ су мештани користили станицу у Боговађи. Пред крај Другог светског рата на отвореној прузи у селу извршена је пљачка немачког транспортног воза у повлачењу. Село је 1954. добило четвороразредну школу, док је осморазредна у Боговађи. Парохијска црква је у Латковићу. У селу нема много остатака старијих времена. Најстарији споменици на сеоском гробљу су по претпоставци мештана стари око триста година. У самом центру села, испред школе налази се белег извесног Животе (Ј)анковића из 1840. веома богат текстом. За ту породицу у селу нико није чуо, нити се спомиње у ранијим путописима с почетка 20. века. На дну села, на реци Љиг је велика поплава 1955. променила део тока близу места где се улива поток Грабовац, и ту су се указали остаци неког старог каменог моста. Ништа од тога што се налази у селу није археолошки обрађено.

## Демографија
По харачком тефтеру из 1818. године у овом селу, које се писало „Влајковици“ био је 21 дом са 24 породице и 56 харачка лица. По попису из 1866. године било је 35 домова са 215 становника, докле по попису од 1874. године био је 41 дом са 225 становника. По попису из 1884. године било је 50 домова са 255 становника, докле по попису од 1890. године било је 52 дома са 262 становника. По попису од 1895. године било је 53 дома са 284 становника, докле је по попису од 1900. године био 71 дом са 388 становника.
У насељу Доњи Лајковац живи 390 пунолетних становника, а просечна старост становништва износи 41,3 година (40,9 код мушкараца и 41,8 код жена). У насељу има 153 домаћинства, а просечан број чланова по домаћинству је 3,23.
Ово насеље је великим делом насељено Србима (према попису из 2002. године), а у последња три пописа, примећен је пад у броју становника.
|  |

| Демографија | Демографија | Демографија |
| Година      | Становника  | Становника  |
| ----------- | ----------- | ----------- |
| 1948.       | 656         |             |
| 1953.       | 693         |             |
| 1961.       | 661         |             |
| 1971.       | 578         |             |
| 1981.       | 601         |             |
| 1991.       | 571         | 560         |
| 2002.       | 494         | 506         |

| Етнички састав према попису из 2002.‍ | Етнички састав према попису из 2002.‍ | Етнички састав према попису из 2002.‍ | Етнички састав према попису из 2002.‍ | Етнички састав према попису из 2002.‍ |
| ------------------------------------ | ------------------------------------ | ------------------------------------ | ------------------------------------ | ------------------------------------ |
|                                      |                                      |                                      |                                      |                                      |
| Срби                                 | Срби                                 |                                      | 487                                  | 98,58%                               |
| Црногорци                            | Црногорци                            |                                      | 2                                    | 0,40%                                |
| Хрвати                               | Хрвати                               |                                      | 1                                    | 0,20%                                |
| непознато                            | непознато                            |                                      | 4                                    | 0,80%                                |

| Година пописа     | 1948. | 1953. | 1961. | 1971. | 1981. | 1991. | 2002. |
| ----------------- | ----- | ----- | ----- | ----- | ----- | ----- | ----- |
| Број домаћинстава | 122   | 123   | 143   | 135   | 141   | 144   | 153   |

| Број чланова      | 1  | 2  | 3  | 4  | 5  | 6  | 7 | 8 | 9 | 10 и више | Просек |
| ----------------- | -- | -- | -- | -- | -- | -- | - | - | - | --------- | ------ |
| Број домаћинстава | 33 | 36 | 15 | 27 | 21 | 17 | 3 | 1 | 0 | 0         | 3,23   |

| Пол    | Укупно | Неожењен/Неудата | Ожењен/Удата | Удовац/Удовица | Разведен/Разведена | Непознато |
| ------ | ------ | ---------------- | ------------ | -------------- | ------------------ | --------- |
| Мушки  | 208    | 57               | 130          | 16             | 4                  | 1         |
| Женски | 206    | 31               | 128          | 43             | 4                  | 0         |
| УКУПНО | 414    | 88               | 258          | 59             | 8                  | 1         |

| Пол    | Укупно                    | Пољопривреда, лов и шумарство | Рибарство                            | Вађење руде и камена | Прерађивачка индустрија       |
| ------ | ------------------------- | ----------------------------- | ------------------------------------ | -------------------- | ----------------------------- |
| Мушки  | 131                       | 48                            | 0                                    | 22                   | 25                            |
| Женски | 69                        | 40                            | 0                                    | 1                    | 9                             |
| УКУПНО | 200                       | 88                            | 0                                    | 23                   | 34                            |
| Пол    | Производња и снабдевање   | Грађевинарство                | Трговина                             | Хотели и ресторани   | Саобраћај, складиштење и везе |
| Мушки  | 4                         | 17                            | 0                                    | 1                    | 3                             |
| Женски | 1                         | 0                             | 4                                    | 1                    | 0                             |
| УКУПНО | 5                         | 17                            | 4                                    | 2                    | 3                             |
| Пол    | Финансијско посредовање   | Некретнине                    | Државна управа и одбрана             | Образовање           | Здравствени и социјални рад   |
| Мушки  | 0                         | 1                             | 4                                    | 2                    | 0                             |
| Женски | 0                         | 2                             | 0                                    | 0                    | 6                             |
| УКУПНО | 0                         | 3                             | 4                                    | 2                    | 6                             |
| Пол    | Остале услужне активности | Приватна домаћинства          | Екстериторијалне организације и тела | Непознато            | Непознато                     |
| Мушки  | 0                         | 0                             | 0                                    | 4                    | 4                             |
| Женски | 3                         | 0                             | 0                                    | 2                    | 2                             |
| УКУПНО | 3                         | 0                             | 0                                    | 6                    | 6                             |